# Playa de Arra
La playa de Arra es una playa del lugar de Collera, en la parroquia de San Martín De Collera, en el concejo de Ribadesella, Asturias, España. Se enmarca en las playas de la Costa Verde Asturiana y está considerada paisaje protegido, desde el punto de vista medioambiental. Por este motivo está integrada, según información del Ministerios de Agricultura, Alimentación y Medio Ambiente, en el Paisaje Protegido de la Costa Oriental de Asturias.

## Descripción
La playa de Arra constituye la playa más oriental, del concejo de Ribadesella. Se encuentra en un paraje rocoso, rodeada de acantilados, que son fuertemente golpeados tanto por el mar como por el fuerte viento.
Se trata de una playa de las encuadradas en la denominada “Costa Jurásica”, pudiéndose apreciar en esta playa el fin de la era geológica en una marcada grieta que separa los acantilados bajos de los más altos y perpendiculares. Presenta una morfología kárstica.

La playa presenta forma de concha alargada con un lecho de cantos rodados y arena de grueso grano dorado, delimitada por caprichosas crestas de rocas y orientada hacia las verticales murallas de los acantilados del Infierno.
En esta playa se produce un fenómeno natural muy curioso consistente en la aparición de dos piscinas de agua salada (debido a la existencia de unos muros de pura roca que limitan las zonas) cuando tiene lugar la bajamar, las conocidas como Pozu del Cura y Pozu del Maestru, este último de mayor calado, por lo que no es tan indicado para el uso de los niños. Al producirse la pleamar, las piscinas quedan ocultas.
Esta playa no ofrece ningún tipo de servicio.
A ella se accede bajando unas escaleras a las que se llega tras caminar por un sendero unos 200 metros más allá de la zona donde aparcar el coche. Lamentablemente en la primavera del año 2007 se produjo un desprendimiento de tierra y piedras por la ladera de uno de los acantilados, lo cual unido al deterioro que se produce por los constantes golpes de mar del invierno y las lluvias torrenciales que en ocasiones sufre la zona, dieron lugar al derrumbe de la escalinata de acceso a la playa, con lo que quedó imposibilitado su acceso. Actualmente todavía no se ha solucionado el problema de su accesibilidad, ya que entran en juego muchos factores, además del de la falta de presupuesto para ejecutar las pertinentes obras, tales como el tipo de orografía y materiales de la zona, entre otros.